# Diomedéa
Diomedéa, Inc. (株式会社ディオメディア Kabushiki gaisha Diomedia?) anteriormente conocido como Studio Barcelona (有限会社スタジオバルセロナ Yūgengaisha Sutajio Baruserona) es un estudio japonés de producción de anime.  Se ubica en Nerima, Tokio, Japón. Fue fundado el 5 de octubre de 2005 luego de separarse Group TAC.

## Trabajos

#### Series
| Año  | Título                                                 | Director(es)                        | Fecha de primera transmisión | Fecha de última transmisión | Eps. | Notas                                                                                          | Refs.         |
| ---- | ------------------------------------------------------ | ----------------------------------- | ---------------------------- | --------------------------- | ---- | ---------------------------------------------------------------------------------------------- | ------------- |
| 2007 | Nanatsuiro★Drops                                       | Takashi Yamamoto                    | 2 de julio de 2007           | 30 de septiembre de 2007    | 12   | Adaptación de la novela visual producida por Unisonshift.                                      |               |
| 2007 | Kodomo no Jikan                                        | Eiji Suganuma                       | 12 de octubre de 2007        | 28 de diciembre de 2007     | 12   | Adaptación del manga escrito e ilustrado por Kaworu Watashiya.                                 |               |
| 2008 | Nogizaka Haruka no Himitsu                             | Munenori Nawa                       | 3 de julio de 2008           | 25 de septiembre de 2008    | 12   | Adaptación de las novelas ligeras escritas por Yūsaku Igarashi e ilustradas por Shaa.          |               |
| 2009 | Shinkyoku Sōkai Polyphonica Crimson S                  | Toshimasa Suzuki                    | 4 de abril de 2009           | 20 de junio de 2009         | 12   | Adaptación de la novela visual producida por Ocelot.                                           |               |
| 2009 | Nogizaka Haruka no Himitsu: Purezza                    | Munenori Nawa                       | 6 de octubre de 2009         | 22 de diciembre de 2009     | 12   | Secuela de Nogizaka Haruka no Himitsu.                                                         |               |
| 2010 | Shinryaku! Ika Musume                                  | Tsutomu Mizushima                   | 4 de octubre de 2010         | 20 de diciembre de 2010     | 12   | Adaptación del manga escrito e ilustrado por Masahiro Anbe.                                    |               |
| 2011 | Astarotte no Omocha!                                   | Fumitoshi Oizaki                    | 10 de abril de 2011          | 26 de junio de 2011         | 12   | Adaptación del manga escrito e ilustrado por Yui Haga.                                         |               |
| 2011 | Shinryaku!? Ika Musume                                 | Tsutomu Mizushima Yasutaka Yamamoto | 26 de septiembre de 2011     | 26 de diciembre de 2011     | 12   | Secuela de Shinryaku! Ika Musume.                                                              |               |
| 2012 | Campione!: Matsurowanu Kamigami to Kamigoroshi no Maou | Keizō Kusakawa                      | 6 de julio de 2012           | 28 de septiembre de 2012    | 13   | Adaptación de las novelas ligeras escritas por Jō Taketsuki e ilustradas por Sikorsky.         |               |
| 2013 | Mondaiji-tachi ga Isekai Kara Kuru Sō Desu yo?         | Keizō Kusakawa Yasutaka Yamamoto    | 11 de enero de 2013          | 15 de marzo de 2013         | 10   | Adaptación de las novelas ligeras escritas por Tarō Tatsunoko e ilustradas por Yū Amano.       |               |
| 2013 | Gingitsune                                             | Shin Misawa                         | 6 de octubre de 2013         | 22 de diciembre de 2013     | 12   | Adaptación del manga escrito e ilustrado por Sayori Ochiai.                                    |               |
| 2013 | Noucome                                                | Takayuki Inagaki                    | 9 de octubre de 2013         | 11 de diciembre de 2013     | 10   | Adaptación de las novelas ligeras escritas por Takeru Kasukabe e ilustradas por Yukiwo.        |               |
| 2014 | Akuma no Riddle                                        | Keizō Kusakawa                      | 3 de abril de 2014           | 19 de junio de 2014         | 12   | Adaptación del manga escrito por Yun Kōga e ilustrado por Sunao Minakata.                      |               |
| 2015 | Binan Koukou Chikyuu Boueibu LOVE!                     | Shinji Takamatsu                    | 6 de enero de 2015           | 24 de marzo de 2015         | 12   | Historia original.                                                                             |               |
| 2015 | Kantai Collection: KanColle                            | Keizō Kusakawa                      | 8 de enero de 2015           | 26 de marzo de 2015         | 12   | Adaptación del videojuego de Kadokawa Games.                                                   |               |
| 2015 | Unlimited Fafnir                                       | Keizō Kusakawa Jun Takahashi        | 8 de junio de 2015           | 26 de marzo de 2015         | 12   | Adaptación de las novelas ligeras escritas por Tsukasa e ilustradas por Riko Korie.            |               |
| 2015 | Seiken Tsukai no World Break                           | Takayuki Inagaki                    | 11 de enero de 2015          | 29 de marzo de 2015         | 12   | Adaptación de las novelas ligeras escritas por Akamitsu Awamura e ilustradas por Refeia.       |               |
| 2015 | Kūsen Madōshi Kōhosei no Kyōkan                        | Takayuki Inagaki                    | 8 de julio de 2015           | 23 de septiembre de 2015    | 12   | Adaptación de las novelas ligeras escritas por Yū Moroboshi e ilustradas por Yuka Nakajima.    |               |
| 2016 | Mayoiga                                                | Tsutomu Mizushima                   | 1 de abril de 2016           | 18 de junio de 2016         | 12   | Historia original.                                                                             |               |
| 2016 | Handa-kun                                              | Yoshitaka Koyama                    | 8 de julio de 2016           | 23 de septiembre de 2016    | 12   | Adaptación del manga escrito e ilustrado por Satsuki Yoshino.                                  |               |
| 2016 | Girlish Number                                         | Shōta Ihata                         | 7 de octubre de 2016         | 23 de diciembre de 2016     | 12   | Adaptación de la novela serial escrita por Wataru Watari e ilustrada por QP:flapper & Yamcha.  |               |
| 2017 | Fūka                                                   | Keizō Kusakawa                      | 6 de enero de 2017           | 24 de marzo de 2017         | 12   | Adaptación del manga escrito e ilustrado por Kouji Seo.                                        | [ 3 ]         |
| 2017 | Aho Girl                                               | Keizō Kusakawa Shingo Tamaki        | 4 de julio de 2017           | 19 de septiembre de 2017    | 12   | Adaptación del manga yonkoma escrito e ilustrado por Hiroyuki.                                 |               |
| 2017 | Action Heroine Cheer Fruits                            | Keizō Kusakawa                      | 7 de julio de 2017           | 29 de septiembre de 2017    | 12   | Historia original.                                                                             |               |
| 2017 | Boku no Kanojo ga Majime Sugiru Shojo Bitch na Ken     | Nobuyoshi Nagayama                  | 12 de octubre de 2017        | 13 de diciembre de 2017     | 10   | Adaptación del manga escrito e ilustrado por Namiru Matsumoto. Coanimado con Studio Blanc.     |               |
| 2018 | Beatless                                               | Seiji Mizushima                     | 12 de enero de 2018          | 28 de septiembre de 2018    | 24   | Adaptación de las novelas ligeras escritas por Satoshi Hase e ilustradas por Redjuice.         |               |
| 2018 | Chio-chan no Tsūgakuro                                 | Takayuki Inagaki                    | 6 de julio de 2018           | 21 de septiembre de 2018    | 12   | Adaptación del manga escrito e ilustrado por Tadataka Kawasaki.                                | [ 4 ]         |
| 2019 | Domestic na Kanojo                                     | Shōta Ihata                         | 11 de enero de 2019          | 30 de marzo de 2019         | 12   | Adaptación del manga escrito e ilustrado por Kei Sasuga.                                       | [ 5 ]         |
| 2019 | Ahiru no Sora                                          | Keizō Kusakawa Shingo Tamaki        | 2 de octubre de 2019         | 30 de septiembre de 2020    | 50   | Adaptación del manga escrito e ilustrado por Takeshi Hinata.                                   | [ 6 ]         |
| 2021 | Seijo no Maryoku wa Bannō Desu                         | Shōta Ihata                         | 6 de abril de 2021           | 22 de junio de 2021         | 12   | Adaptación de las novelas ligeras escritas por Yuka Tachibana e ilustradas por Yasuyuki Syuri. |               |
| 2022 | Futsal Boys!!!!!                                       | Yukina Hiiro                        | 9 de enero de 2022           | 27 de marzo de 2022         | 12   | Basado en una franquicia de mixed media de Bandai Namco Arts.                                  | [ 7 ]         |
| 2022 | Isekai Yakkyoku                                        | Keizō Kusakawa                      | 10 de julio de 2022          | 25 de septiembre de 2022    | 12   | Adaptación de las novelas ligeras escritas por Liz Takayama e ilustradas por keepout.          | [ 8 ]         |
| 2023 | Tensei Ōjo to Tensai Reijō no Mahō Kakumei             | Shingo Tamaki                       | 4 de enero de 2023           | 22 de marzo de 2023         | 12   | Adaptación de las novelas ligeras escritas por Piero Karasu e ilustradas por Yuri Kisaragi.    | [ 9 ]         |
| 2023 | Kamonohashi Ron no Kindan Suiri                        | Shōta Ihata                         | 2 de octubre de 2023         | 25 de diciembre de 2023     | 13   | Adaptación del manga escrito e ilustrado por Akira Amano.                                      | [ 10 ] [ 11 ] |
| 2023 | Seijo no Maryoku wa Bannō Desu 2nd Season              | Shōta Ihata                         | 3 de octubre de 2023         | 19 de diciembre de 2023     | 12   | Secuela de Seijo no Maryoku wa Bannō Desu.                                                     | [ 12 ]        |
| 2024 | Kamonohashi Ron no Kindan Suiri 2nd Season             | Shōta Ihata                         | 7 de octubre de 2024         | 30 de diciembre de 2024     | 13   | Secuela de Kamonohashi Ron no Kindan Suiri.                                                    | [ 13 ] [ 14 ] |
| 2025 | Tai Ari Deshita: Ojō-sama wa Kakutō Game Nante Shinai  | Shōta Ihata                         | 2025                         | —                           | —    | Adaptación del manga escrito e ilustrado por Eri Ejima.                                        | [ 15 ]        |

#### OVAs
| Año  | Título                                                         | Eps. | Notas                                                                                            |
| ---- | -------------------------------------------------------------- | ---- | ------------------------------------------------------------------------------------------------ |
| 2006 | Dai Mahou Touge                                                | 4    | Adaptación del manga escrito e ilustrado por Hideki Ohwada.                                      |
| 2006 | Dai Mahou Touge Omake                                          | 4    | Episodios especiales.                                                                            |
| 2007 | Kodomo no Jikan OVA                                            | 3    | Una serie de episodios lanzados con los volúmenes del manga.                                     |
| 2008 | Kodomo no Jikan Recap                                          | 1    | Un episodio de 86 minutos que incluye un resumen sin censura de la serie de televisión original. |
| 2009 | Kodomo no Jikan: Ni Gakki                                      | 3    | Secuela de Kodomo no Jikan.                                                                      |
| 2011 | Shinryaku! Ika Musume Specials                                 | 2    | Episodios especiales.                                                                            |
| 2011 | Astarotte no Omocha! EX                                        | 1    | Episodio especial.                                                                               |
| 2012 | Shinryaku!! Ika Musume                                         | 3    | Episodios incluidos con los volúmenes 12, 14 y 17 del manga.                                     |
| 2012 | Nogizaka Haruka no Himitsu: Finale                             | 4    | Secuela de Nogizaka Haruka no Himitsu: Purezza.                                                  |
| 2012 | Yumekuri                                                       | 1    | Adaptación del manga escrito e ilustrado por Hiro.                                               |
| 2013 | Mondaiji-tachi ga Isekai Kara Kuru Sō Desu yo?: Onsen Manyuuki | 1    | Episodio incluido con el volumen 8 de la novela ligera.                                          |
| 2014 | Noucome OVA                                                    | 1    | Episodio incluido con el volumen 8 de la novela ligera.                                          |
| 2014 | Akuma no Riddle: Shousha wa Dare? Nukiuchi Test                | 1    | Episodio 13 no emitido de Akuma no Riddle lanzado con el séptimo volumen de BD/DVD.              |
| 2016 | Kūsen Madōshi Kōhosei no Kyōkan                                | 1    | Episodio no emitido incluido junto con el noveno volumen de novela ligera.                       |
| 2018 | Beatless Intermission                                          | 4    | Episodios recopilatorios.                                                                        |
| 2018 | Boku no Kanojo ga Majimesugiru Sho-bitch na Ken OVA            | 2    | Episodios Incluidos con el sexto volumen de edición limitada del manga.                          |

#### Películas
| Año  | Título         | Director(es)    | Duración | Notas                                   |
| ---- | -------------- | --------------- | -------- | --------------------------------------- |
| 2016 | KanColle Movie | Keizou Kusakawa | 92m      | Secuela de Kantai Collection: KanColle. |

#### Proyectos cancelados
- Girlish Number Shura - Adaptación del spin-off del manga Girlish Number titulado Girlish Number Shura. A fines de noviembre TBS y Diomedéa anuncian la cancelación de la producción del anime Girlish Number Shura alegando complicaciones para garantizar la calidad y la agenda de producción del anime, volviéndose también difícil la conservación del equipo original. En consecuencia de ello, el comité de producción decidió tomar la decisión final de cancelar el proyecto.[16]